# Caterpillar 259D

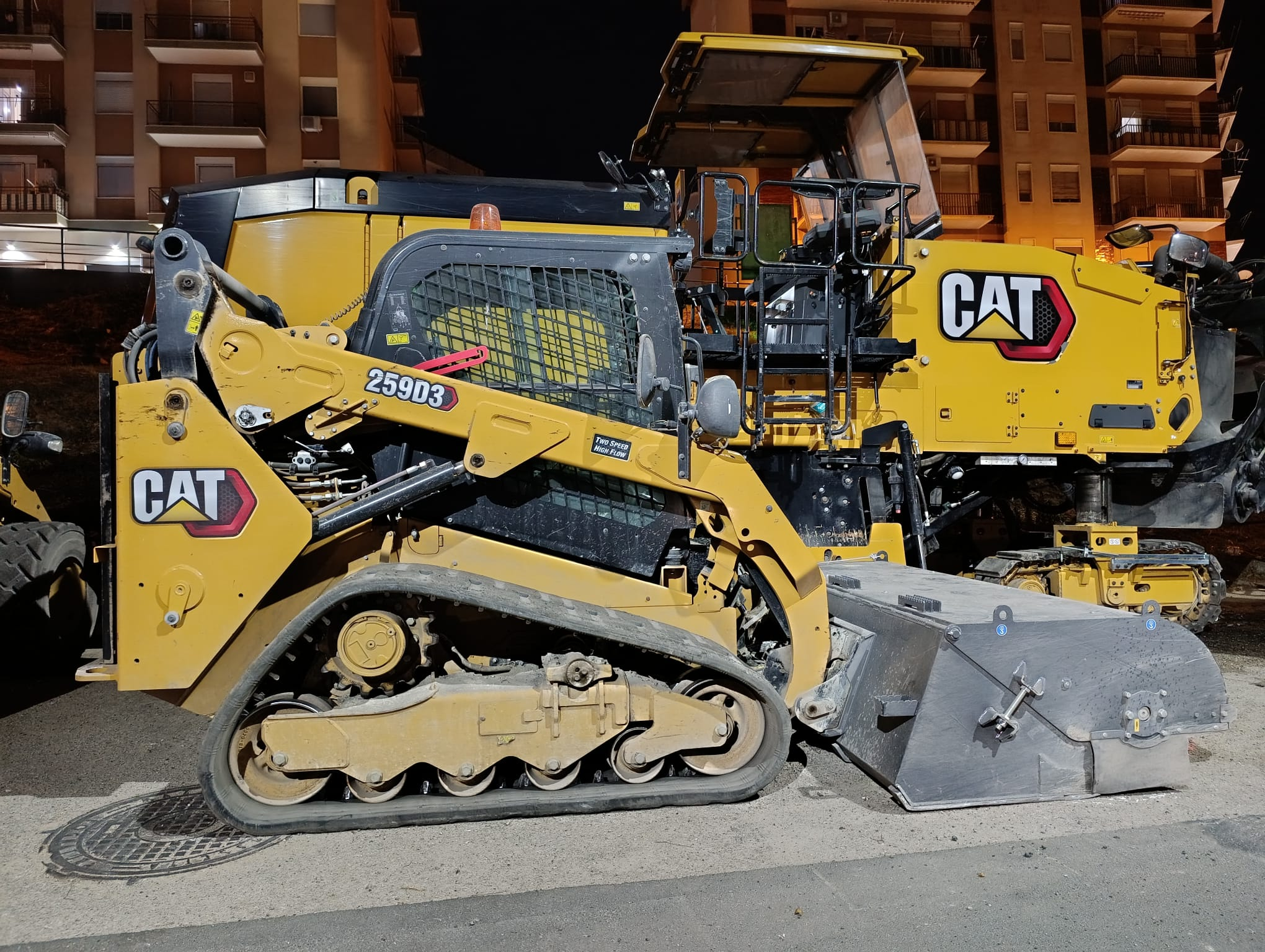
Cat 259D3

La Caterpillar 259D è una minipala costruita dalla ditta statunitense Caterpillar.

## Descrizione
La minipala Caterpillar 259D3 offre un ampio sbraccio e un'altezza di sollevamento adeguata per caricare i dumper in modo semplice e veloce. Il sistema a carro standard sospeso garantisce livelli eccellenti di trazione, flottazione, stabilità e velocità per lavorare in una vasta gamma di applicazioni e condizioni del terreno. L'apparato propulsore ad alte prestazioni assicura un rendimento e una produttività massimi grazie al sistema di gestione elettronica della coppia, alla marcia a due velocità di serie e a un esclusivo acceleratore elettronico a mano e a pedale con funzione di decelerazione. Il sistema di "livellamento intelligente" Cat offre una tecnologia molto sviluppata, integrazione e caratteristiche disponibili, come il doppio autolivellamento, il sistema di ritorno all'angolo di scavo e il posizionatore dell'attrezzatura.

## Altre versioni
- Cat 259D3[2]
- Cat 259B3[3]

## Caratteristiche tecniche
| Versione  | Modello       | Potenza netta | Cavalli | Potenza lorda | Cavalli | Alesaggio | Corsa  | Cilindrata | Emissioni              | Coppia massima a 1500 giri/min |
| --------- | ------------- | ------------- | ------- | ------------- | ------- | --------- | ------ | ---------- | ---------------------- | ------------------------------ |
| Cat 259D  | Cat C3.3B DIT | 54,6 kW       | 73,2 hp | 55,4 kW       | 74,3 hp | 94 mm     | 120 mm | 3,3 l      | Standard EU Stage IIIB | 265 N·m                        |
| Cat 259D3 | Cat C3.3B DIT | 54,6 kW       | 73,2 hp | 55,4 kW       | 74,3 hp | 94 mm     | 120 mm | 3,3 l      | Standard UE Stage V    | 265 N·m                        |
| Cat 259B3 | Cat C3.4 DIT  | 53 kW         | 71 hp   | 55 kW         | 74 hp   | 94 mm     | 120 mm | 3,3 l      | Standard UE Stage IIIB | 265 N·m                        |

| Versione  | Flusso idraulico pala standard | Pressione idraulica pala standard | Potenza idraulica standard (calcolata) | Flusso idraulico pala elevato | Pressione idraulica pala elevato | Potenza idraulica elevato (calcolata) |
| --------- | ------------------------------ | --------------------------------- | -------------------------------------- | ----------------------------- | -------------------------------- | ------------------------------------- |
| Cat 259D  | 76 L/min                       | 23.000 kPa                        | 29 kW 39 hp                            | 112 L/min                     | 23.000 kPa                       | 43 kW 58 hp                           |
| Cat 259D3 | 76 L/min                       | 23.000 kPa                        | 29 kW 39 hp                            | 112 L/min                     | 23.000 kPa                       | 43 kW 58 hp                           |
| Cat 259B3 | 83 l/min                       | 23.000 kPa                        | 31,9 kW 42,8 hp                        | /                             | /                                | /                                     |

| Versione  | Serbatoio del combustibile | Sistema di raffreddamento | Basamento motore | Impianto idraulico | Serbatoio idraulico |
| --------- | -------------------------- | ------------------------- | ---------------- | ------------------ | ------------------- |
| Cat 259D  | 105 L                      | 14 L                      | 11 L             | 50 L               | 39 L                |
| Cat 259D3 | 94 L                       | 14 L                      | 11 L             | 50 L               | 39 L                |
| Cat 259B3 | 84 L                       | 10 L                      | 9 L              | 55 L               | 35 L                |

| Versione  | Larghezza cingolo                    | Lunghezza cingolo a terra | Lunghezza totale del cingolo | Numero rulli superiori | Numero rulli inferiori |
| --------- | ------------------------------------ | ------------------------- | ---------------------------- | ---------------------- | ---------------------- |
| Cat 259D  | 320 mm (standard) 400 mm (opzionale) | 1499 mm                   | 1.999 mm                     | 1                      | 6                      |
| Cat 259D3 | 320 mm (standard) 400 mm (opzionale) | 1499 mm                   | 1.999 mm                     | 1                      | 6                      |
| Cat 259B3 | 320 mm (standard) 400 mm (opzionale) | 1499 mm                   | 1.999 mm                     | 1                      | 6                      |

| Versione  | Capacità operativa nominale                                                                                      | Carico di ribaltamento | Forza di strappo cilindro di inclinazione | Velocità massima Una marcia | Velocità massima Due marce | Superficie di contatto al suolo cingolo da 320 mm | Superficie di contatto al suolo cingolo da 400 mm |
| --------- | --- | ---------------------- | ----------------------------------------- | --------------------------- | -------------------------- | ------------------------------------------------- | ------------------------------------------------- |
| Cat 259D  | 35% del carico di ribaltamento 921 kg 50% del carico di ribaltamento 1.315 kg con contrappeso opzionale 1.406 kg | 2.631 kg               | 2.284 kg                                  | 9,5 km/h                    | 13,7 km/h                  | 0,96 m2                                           | 1,19 m2                                           |
| Cat 259D3 | 35% del carico di ribaltamento 915 kg 50% del carico di ribaltamento 1.305 kg con contrappeso opzionale 1390 kg  | 2610 kg                | 2252 kg                                   | 9,5 km/h                    | 13,7 km/h                  | 0,96 m2                                           | 1,19 m2                                           |
| Cat 259B3 | 35% del carico di ribaltamento 937 kg 50% del carico di ribaltamento 1.338 kg con contrappeso opzionale 1.360 kg | 2.676 kg               | 2.045 kg                                  | 9,5 km/h                    | 13,6 km/h                  | 0,96 m2                                           | 1,19 m2                                           |

| Versione  | Freni           | Cabina/Struttura ROPS         | Cabina/Struttura FOPS Livello I                        | Cabina/Struttura FOPS Livello II                         | Livello di potenza sonora esterna | Livello di potenza sonora interna |
| --------- | --------------- | ----------------------------- | ------------------------------------------------------ | -------------------------------------------------------- | --------------------------------- | --------------------------------- |
| Cat 259D  | ISO 10265:2008  | ISO 3471:2008                 | ISO 3449:2005 Livello I                                | ISO 3449:2005 Livello II                                 | 103 dB(A)                         | 83 dB(A)                          |
| Cat 259D3 | ISO 10265:2008  | ISO 3471:2008                 | ISO 3449:2005 Livello I                                | ISO 3449:2005 Livello II                                 | 103 dB(A)                         | 83 dB(A)                          |
| Cat 259B3 | SAE J1026 APR90 | SAE J1040 MAY94 ISO 3471:1994 | SAE J/ISO 3449 APR98 livello I ISO 3449:1992 livello I | SAE J/ISO 3449 APR98 livello II ISO 3449:1992 livello II | /                                 | /                                 |

Valori trascritti dalle tabelle ufficiali Caterpillar.